# Aeroportul George M. Bryan
Aeroportul George M. Bryan (IATA: STF, ICAO: KSTF, FAA LID: STF) este un aeroport din Mississippi, Statele Unite ale Americii ce deservește zona Starkville⁠(d). Aeroportul a fost tranzitat în 2019 de 20 de pasageri.
Situat la o altitudine de 101 m, aeroportul dispune de 1 pistă.

## Infrastructură

### Piste
Aeroportul dispune de o singură pistă. Pista 18/36 are dimensiunile 5.550 picioare × 150 picioare. 